# カラタチの最果てのセンセイ!
『カラタチの最果てのセンセイ!』（カラタチのさいはてのセンセイ）は、TBSラジオのPodcastオリジナル番組。カラタチの冠番組。

## 概要
2023年4月6日より若手芸人による地上波枠を争うPodcast放送枠「N93」の木曜版として配信スタート。アイドルオタクの前田壮太と恋愛シミュレーションゲーム（エロゲ）オタクの大山和也が、推しへの愛を語り尽くすオタクキュレーションバラエティ。
番組タイトルの「最果てのセンセイ!」は、大山が好きなエロゲのタイトル「最果てのイマ」と、前田が崇拝している「秋元康先生」を合わせたもの。なお「最果てのヤスシ!」の案もあったが、「訴えられたら負ける」とのことで断念。
2023年に行われた応援したいTBSPodcastの番組に投票するリスナー参加型キャンペーン「#推し番きいてみ」にて4位を獲得。
Podcastの番組を対象としたコンペティションである「JAPAN PODCAST AWARDS 2023」で、リスナー投票部門にて7位を獲得。
2024年3月で「N93」枠の終了に伴い、惜しくも年間を通して2位で地上波枠は逃したものの、2024年3月28日配信分で独立し継続することを発表。併せて、TBSラジオにおいて初となる、YouTubeにおけるメンバーシップ制度を開始することを発表した。

## 出演者
パーソナリティ
- カラタチ（大山和也・前田壮太）

ゲスト
- 松崎克俊（#13、#51、#69）
- 脇田（シシガシラ）（#17、#65）
- 川瀬名人（ゆにばーす）（#23）
- 山名大貴（パンプキンポテトフライ）（#34）
- 中野周平（蛙亭）（#58）
- bamboo （#63）
- 金魚番長 （#64）
- タイ（やさしいズ）（#66）
- 例えば炎 （#111）
- 京極風斗（9番街レトロ）（#116）

## 現在のコーナー
ふつオタ
- #1（2023年4月6日 - ）
- リスナーからの「ふつうにオタクなメール」を紹介するコーナー。
- ゲスト回などを除き、オープニング後に1~2通されるのが通例となっている。
- #73（2024年8月22日）からは「初めて唯衣ちゃんのミーグリ行ってみた」と「初めてエロゲ買ってみた」も募集しており、初めて行った、買った時の感想レポートを送る。両方ともハードルが高いため、優先的に採用される。
- #95（2025年1月23日）からは期間限定で、「私と∞ホール」も募集され、2025年3月をもって閉館が発表されたヨシモト∞ホールのリスナーの思い出を、暗闇の中から劇場を見守ってきたカラタチに送る。
- #101（2025年3月6日）からは、スポンサーを大募集しているため、オタクにまつわる商品を扱う企業、オタクに買って欲しい商品・サービスを提供する企業からのふつオタを募集しており、商材まつわる特別コーナーや、最果てファミリー・最果てリスナーのCM出演など、様々な要望に応える。また、リスナーもこんな「企業ならスポンサーになってくれるのでは」というアイデアや、「実際スポンサーになってくれるよう説得してみた」というチャレンジの結果なども募集している。

最果てのオタニュース
- #1（2023年4月6日 - ）
- コンビ揃ってオタクであるカラタチ（大山はエロゲ・前田は女性アイドル）が、最近気になったオタクトピックをニュースとして紹介し、考察していくコーナー。

二軍・三軍
- #4（2023年4月27日 - ）
- リスナーが思うスクールカーストにおける「2軍」と「3軍」の違いを送ってもらうコーナー。

オタ活ボーダーライン
- #5（2023年5月4日 - ）
- 今までリスナーがやってしまった・やろうと考えている「オタ活」がアリなのかナシなのかを送ってもらうコーナー。

ピン芸人大山
- #48（2024年2月29日 - ）
- 「エロゲネタライブ」の開催にあたり、エロゲネタを持つ芸人が少ないため、大山がピンでできるエロゲネタを送ってもらうコーナー。
- 開始前からSNS上で賛否両論となり、一時はコーナー終了も視野にあった。#51で、大山のエロゲ仲間である松崎克俊からのコーナー存続の声を受け、継続している。

煽り文句
- #61（2024年5月30日 - ）
- 大山を怒らせることが世界一上手い前田のように、色んなものを怒らせる煽り文句を考えるコーナー。前半に「ハガキ職人軍」のメールが読まれ、後半に「ドキュメンタリー系最果てリスナー軍」のメールが読まれる対決方式となっており、最後に前田が勝敗決める。
- 当番組は大喜利系メールではなく、ドキュメンタリー系メールが採用されることが多かったが、「カラタチのGERASPECIAL」にて大喜利系コーナーが大好評で、ハガキ職人に愛されるために作られた。

ヲタクの格言
- #101（2025年3月6日 - ）
- 当番組で「推しは扶養家族」「アイドルとオタクは明確な縦社会」「エロゲは爆弾じゃねぇ、サンクチュアリだ」など、様々な格言が生まれている。そこでリスナーがオタ活の中で見出した人生に役立つオタクならではの格言を送るコーナー。

他責のススメ
- #108（2025年4月24日 - ）
- ストレス社会で悩むリスナーが、ストレスフリーな人生を歩むために、自分の身に降りかかる全ての事件を他人のせいにする大山のように、究極の他責思考を送るコーナー。

## 過去のコーナー
2023年12月に、投稿されたメールの数上位2コーナー以外を終了とするコーナー総選挙が行われた。
下記のコーナーは総選挙で3位以下となり、終了が決定した。
前田先生の推し活人生相談
- #3（2023年4月20日 - ）
- 「すべての悩みは推しで解決する」という持論を持つ前田が、相談者におすすめの推しを紹介するコーナー。
- #5（2023年5月4日）以降、一度も日の目を見なかった。

ハッシュタグ
- #12(2023年6月22日 - ）
- 番組がさらに拡散されるハッシュタグを考案するコーナー。
- 大山をイジるハッシュタグばかりが投稿され、コーナーとして成立しなくなった。

恐ろしい男ですよ
- #29(2023年10月19日 - ）
- 大山の口癖「恐ろしい男ですよ」にちなみ、リスナーの身の回りにいる恐ろしい男や女を報告するコーナー。
- このコーナーにより、大山は「恐ろしい男ですよ」イップスになった。

最果て薦めてみた!
- #24(2023年9月24日 - ）
- 友達・家族・赤の他人などに番組を勧め、どのような結果になったのか報告するコーナー。
- 大抵は布教に失敗している。

カズくんの抱いてセニョリータ!
- #50（2024年3月14日 - ）
- 2024年3月8日に開催された、シンクロニシティとのツーマンライブ「たけうち」の中で行われたコーナー「3軍診断」で、「好きな女の子とカラオケ行ったときに歌う曲は？」というお題の際、大山が山下智久の『抱いてセニョリータ』と答え、シンクロニシティ・よしおかに3軍と診断されたことから始まったコーナー。
- 異性に好かれようとしてやってしまった失敗談を送るコーナー。それに対して前田が「抱いてセニョリータ」（めちゃくちゃキモい）「LUSH」（かなりキモい）「ジェラピケかずくん」（普通にキモい）で判定する。

最果てのCM
- #76（2024年9月12日 - ）
- 最果てのセンセイ!を宣伝する音源・動画を送るコーナー。毎週採用されたメールの中から、前田がCM大賞を決める。
- 出来がいいものに関しては、TBSの社内CM、PodcastのCMへの採用も検討されている。

勝手にコンサル!
- #86（2024年11月21日 - ）
- おかしな説教厨がSNSに蔓延っている昨今、そんな香ばしい素人になりきって、色んなものに見当違いなコンサルをするコーナー。

スポティパイ
- #105（2025年4月3日 - ）
- トーク中に「おっぱい」のことを考え過ぎて、「Spotify（スポティファイ）」を「スポティパイ」と言ってしまったエッチな大山。そこでリスナーが街で見かけた大山の言い間違いを送るコーナー。前田はリスナーが投稿した目撃談が、大山なのか、別人なのかを判定する。
- きしたかののブタピエロにて同じようなコーナーをやっていることが発覚してしまったため、#107（2025年4月24日）にて早くも終了。

## 放送日程
| #1  | 4月6日   | 「アイドルオタク vs ギャルゲーオタク史上最小の戦い」               |                                                             |
| #2  | 4月13日  | 「続 アイドルオタク vs ギャルゲーオタク 大山覚醒編」               |                                                             |
| #3  | 4月20日  | 「櫻坂46 3rd TOUR 前夜の戦い」                                     |                                                             |
| #4  | 4月27日  | 「エロゲからの刺客」                                               |                                                             |
| #5  | 5月4日   | 「愛の逃亡者たち」                                                 |                                                             |
| #6  | 5月11日  | 「エロゲ雑誌を広げて」                                             |                                                             |
| #7  | 5月18日  | 「エロゲリスナー長文ネタ祭り」                                     |                                                             |
| #8  | 5月25日  | 「主人公は俺なんだよ!」                                            |                                                             |
| #9  | 6月1日   | 「悲しきコメディアン」                                             |                                                             |
| #10 | 6月8日   | 「止まない銃声」                                                   |                                                             |
| #11 | 6月15日  | 「風が吹いている」                                                 |                                                             |
| #12 | 6月22日  | 「怒号の果てに」                                                   |                                                             |
| #13 | 6月29日  | 「いいか、エロゲは脱ぐし抜く(松崎克俊の伝道)」                     | ゲスト：松崎克俊                                            |
| #14 | 7月6日   | 「特訓・ドックン・超発奮!2023年夏の上昇気流に乗れ」                |                                                             |
| #15 | 7月13日  | 「夏の LOVE SPLASH MAGIC!」                                        |                                                             |
| #16 | 7月20日  | 「推しに逢えたら／叫べども叫べども」                               |                                                             |
| #17 | 7月27日  | 「ハゲとエロゲ、どっちがモテるか勝負しようよ／シシガシラ脇田登場」 | ゲスト：脇田(シシガシラ)                                    |
| #18 | 8月3日   | 「どうしてこうなっちまったんだよ!」                                |                                                             |
| #19 | 8月10日  | 「あの日、渋谷でみんなが笑った」                                   |                                                             |
| #20 | 8月17日  | 「おかえり」                                                       |                                                             |
| #21 | 8月24日  | 「唯衣ちゃんの幻／コミケの約束」                                   |                                                             |
| #22 | 8月31日  | 「センパイ・・・!ご飯連れてってもらって・・いいですか」            |                                                             |
| #23 | 9月7日   | 「アンチに告ぐ／川瀬名人」                                         | ゲスト：川瀬名人(ゆにばーす)                                |
| #24 | 9月14日  | 「エロゲが俺を蘇らせる・・・何度でも」                             |                                                             |
| #25 | 9月21日  | 「Welcome to NTR world」                                           |                                                             |
| #26 | 9月28日  | 「前田、怒る」                                                     |                                                             |
| #27 | 10月5日  | 「狂乱のパーティー」                                               |                                                             |
| #28 | 10月12日 | 「繋いだその手を離さないで」                                       |                                                             |
| #29 | 10月19日 | 「大山、暴露される」                                               |                                                             |
| #30 | 10月26日 | 「大山くんドキドキの初撮り//“白肌の天使”デビュー」                 |                                                             |
| #31 | 11月2日  | 「うるせえだろ。病み上がりなんだぜ。それで・・・」                 |                                                             |
| #32 | 11月9日  | 「陰謀論は踊る」                                                   |                                                             |
| #33 | 11月16日 | 「火薬の匂いが立ち込める」                                         |                                                             |
| #34 | 11月23日 | 「そしてオタクは旅に出た」                                         | ゲスト：山名大貴(パンプキンポテトフライ) 番組初のロケ収録。 |
| #35 | 11月30日 | 「開戦 〜M-1グランプリ2023 VS 櫻坂46 3rd YEAR ANNIVERSARY LIVE〜」 |                                                             |
| #36 | 12月7日  | 「愛の咆哮、そして誓い」                                           |                                                             |
| #37 | 12月14日 | 「殺意が街にやってくる」                                           |                                                             |
| #38 | 12月21日 | 「クリスマスに銃声は聞きたくないよ」                               |                                                             |
| #39 | 12月28日 | 「怯えて暮らした日々の終わりに」                                   |                                                             |

| #40 | 1月4日   | 「Never Ending Story 〜青春の輝き〜」                              | |
| #41 | 1月11日  | 「俺たちの松崎克俊、ラブリースマイリーベイビー、そして・・石仮面」 | |
| #42 | 1月18日  | 「ジレンマにようこそ」                                             | |
| #43 | 1月25日  | 「唯衣ちゃんずっと応援してるよ」                                   | |
| #44 | 2月1日   | 「お前は芸人やってたほうがいいよ」                                 | |
| #45 | 2月8日   | 「祝福が嵐」                                                       | |
| #46 | 2月15日  | 「シンクロニシティ 〜共時性がいっぱい〜」                          | |
| #47 | 2月22日  | 「裏切りの夜／愛ゆえに物申す」                                     | |
| #48 | 2月29日  | 「男たちは泣いた」                                                 | |
| #49 | 3月7日   | 「地獄の甲子園」                                                   | |
| #50 | 3月14日  | 「勝利の美酒で乾杯を」                                             | |
| #51 | 3月21日  | 「この撒いた種をいつか咲かせないとダメだよ」                       | ゲスト：松崎克俊 |
| #52 | 3月28日  | 「ワールズ・エンド」                                               | |
| #53 | 4月4日   | 「修羅と桜」                                                       | |
| #54 | 4月11日  | 「パニック!パニック!パニック!」                                    | |
| #55 | 4月18日  | 「遺産相続はもめる」                                               | |
| #56 | 4月25日  | 「銀幕が君を待っている」                                           | |
| #57 | 5月2日   | 「いつだって俺は真剣にフゥワアアア」                               | メンバーシップ無修正プラン限定の収録模様生配信回。                                                                        |
| #58 | 5月9日   | 「蛙亭中野センセイのイラスト教室」                                 | ゲスト：中野周平(蛙亭) |
| #59 | 5月16日  | 「カラタチ出禁!」                                                  | |
| #60 | 5月23日  | 「胸に空いた穴」                                                   | |
| #61 | 5月30日  | 「都市開発と環境保全」                                             | メンバーシップ無修正プラン限定の収録模様生配信回。                                                                        |
| #62 | 6月6日   | 「都会は噂でいっぱい」                                             | |
| #63 | 6月13日  | 「bamboo先生、エロゲがしたいです」                                 | ゲスト：bamboo |
| #64 | 6月20日  | 「カラタチ VS 金魚番長 〜死を呼ぶセルゲーム〜」                    | ゲスト：金魚番長 |
| #65 | 6月27日  | 「シシガシラ脇田の救済 〜帰ってこい大山〜」                        | 代演(ゲスト)：脇田(シシガシラ)／体調不良で欠席した大山の代わりに出演。 メンバーシップ無修正プラン限定の収録模様生配信回。 |
| #66 | 7月4日   | 「前田がずっと好きだった」                                         | 代演(ゲスト)：タイ(やさしいズ)／体調不良で欠席した大山の代わりに出演。                                                    |
| #67 | 7月11日  | 「俺とお前は家族だろうが!」                                        | 大山が3週間ぶりに番組に復帰。 番組後半ロケ収録。                                                                          |
| #68 | 7月18日  | 「一瞬の邂逅／童貞お笑い前夜」」                                   | |
| #69 | 7月25日  | 「推しに夢中で何が悪い!／最果て初のイベント開催」                  | ゲスト：松崎克俊 7月21日に行われた「カラタチ最果てフェスon0721」の第3部の公開収録の様子を放送。                           |
| #70 | 8月1日   | 「ワーキャーで行こう!」                                            | メンバーシップ無修正プラン限定の収録模様生配信回。                                                                        |
| #71 | 8月8日   | 「M-1が始まる 〜ハンコ注射とヒマワリ畑に向けて〜」                 | |
| #72 | 8月15日  | 「大阪・武者修行の旅」                                             | |
| #73 | 8月22日  | 「13連勤の果てに」                                                 | |
| #74 | 8月29日  | 「14年前に夢を持ってNSCに入った」                                  | メンバーシップ無修正プラン限定の収録模様生配信回。                                                                        |
| #75 | 9月5日   | 「芸人がいっぱい」                                                 | |
| #76 | 9月12日  | 「みんなの性事情がばらされてく」                                   | |
| #77 | 9月19日  | 「最果てリスナーがいっぱい」                                       | |
| #78 | 9月26日  | 「やったね唯衣ちゃん」                                             | |
| #79 | 10月3日  | 「阿鼻叫喚ふたたび」                                               | メンバーシップ無修正プラン限定の収録模様生配信回。                                                                        |
| #80 | 10月11日 | 「引き寄せの法則」                                                 | |
| #81 | 10月17日 | 「光」                                                             | |
| #82 | 10月24日 | 「キスしてほしい(フゥー・フゥー・フゥー)」                         | |
| #83 | 10月31日 | 「メロメロ! マイメロ君! 〜母胎回帰と人形扱い〜」                   | メンバーシップ無修正プラン限定の収録模様生配信回。                                                                        |
| #84 | 11月7日  | 「俳優・前田の憂鬱」                                               | |
| #85 | 11月14日 | 「俺はM-1優勝、目指してんだよッ!!」                                | |
| #86 | 11月21日 | 「引き寄せは加速する!!」                                           | |
| #87 | 11月28日 | 「面白いんだよ、ずっと 〜カラタチ、M-1準決勝進出〜」               | メンバーシップ無修正プラン限定の収録模様生配信回。                                                                        |
| #88 | 12月5日  | 「あの頃、誰も想像できなかった未来の中で」                         | |
| #89 | 12月12日 | 「人間、好き! 〜M-1敗者復活に向けて〜」                            | |
| #90 | 12月19日 | 「お前しかいないんだよ! 俺の前には」                               | |
| #91 | 12月26日 | 「M-1アナザーストーリー 〜あの頃を思い出しながら〜」               | メンバーシップ無修正プラン限定の収録模様生配信回。                                                                        |

| #92  | 1月2日  | 「迎春 〜怖いものがなくなった男たち〜」                                    |                                                                    |
| #93  | 1月9日  | 「ダイヤの原石たち／カラタチ最果てフェス開催」                             |                                                                    |
| #94  | 1月16日 | 「唯衣ちゃんが俺の人生を狂わせた・・価値のなかった・・俺の人生を・・ !!」  |                                                                    |
| #95  | 1月23日 | 「暴走しちゃうゾ」                                                         |                                                                    |
| #96  | 1月30日 | 「唯衣ちゃん目を覚ませッ! ／いつかのムゲンダイドリーム」                   | メンバーシップ無修正プラン限定の収録模様生配信回。                 |
| #97  | 2月6日  | 「同期のサクラ 〜何で生き残ってるんだろうな、俺たち〜」                    |                                                                    |
| #98  | 2月13日 | 「まえだクン危機一髪! ～子猫ちゃんが大騒ぎ～」                             |                                                                    |
| #99  | 2月20日 | 「恥ずかしがり屋のチェリーボーイズ ～後輩とイチモツとハンコ注射と～」      |                                                                    |
| #100 | 2月27日 | 「そして殴り合いは続く!!」                                                 | メンバーシップ無修正プラン限定の収録模様生配信回。                 |
| #101 | 3月6日  | 「大阪芸人のオモチャは叫ぶ」                                               |                                                                    |
| #102 | 3月13日 | 「きれいな水で生きれなかった人のために」                                   |                                                                    |
| #103 | 3月20日 | 「春の”性癖”開花宣言!／名古屋で君と出逢えたら」                            |                                                                    |
| #104 | 3月27日 | 「芸歴14年目の宮崎凱旋／All Things Must Pass」                             |                                                                    |
| #105 | 4月3日  | 「異性として興味がないフリをしてないとアイドルとは共演できないんだよ絶対」 | メンバーシップ無修正プラン限定の収録模様生配信回。                 |
| #106 | 4月11日 | 「時代は変る ～アイドルに認知されるオタク、人妻疑惑のあるオタク～」        |                                                                    |
| #107 | 4月17日 | 「走れオタク／エロスは激怒した」                                           |                                                                    |
| #108 | 4月24日 | 「気づけよバカッ・・・／あんなにキスするの嫌がってたのに」                 |                                                                    |
| #109 | 5月1日  | 「お前、そんなにファンが減るのが怖いのか?」                                | メンバーシップ無修正プラン限定の収録模様生配信回。                 |
| #110 | 5月8日  | 「カラタチ岡田とマラタチ大山」                                             |                                                                    |
| #111 | 5月15日 | 「例えば炎 VS カラタチ ～舐めり舐められ絶叫の絶頂へ～」                    | ゲスト：例えば炎 メンバーシップ限定の収録模様生配信回              |
| #112 | 5月22日 | 「呪われし大山 ～エロゲ陰謀論～」                                          |                                                                    |
| #113 | 5月29日 | 「ドクターK ～命の讃歌～」                                                 | メンバーシップ無修正プラン限定の収録模様生配信回。                 |
| #114 | 6月5日  | 「カラタチは居場所を失い大阪へ、山口さんは海外へ」                         |                                                                    |
| #115 | 6月12日 | 「大阪スパ物語／夢みなきゃ生きてる意味ねえんだよ」                         |                                                                    |
| #116 | 6月19日 | 「大山さんを護りたい ～9番街レトロ京極の献身～」                           | ゲスト：京極風斗(9番街レトロ) メンバーシップ限定の収録模様生配信回 |
| #117 | 6月26日 | 「清水さんと山口さん」                                                     |                                                                    |
| #118 | 7月3日  | 「天国のじいちゃんへ」                                                     | メンバーシップ無修正プラン限定の収録模様生配信回。                 |
| #119 | 7月10日 | 「自戒せよ!怖きオタクども!」                                               |                                                                    |
| #120 | 7月17日 | 「逆襲の前田とモテキの大山」                                               |                                                                    |
| #121 | 7月24日 | 「ドスケベ親父は憤慨する／オタクは〈自主規制〉」                           |                                                                    |
| #122 | 7月31日 | 「国宝」                                                                   | メンバーシップ無修正プラン限定の収録模様生配信回。                 |
| #123 | 8月7日  | 「珍宝」                                                                   |                                                                    |
| #124 | 8月14日 | 「ひと夏の思い出 〜カラタチ最果てフェスとチャンス大城さん〜」              |                                                                    |

## スタッフ
- プロデューサー
  - 吉田周平 - 「N93」全体プロデューサーで、独立継続後も引き続き担当。前田曰く、髪の毛を遊ばせ、丸メガネを掛け、髭を生やしているなど胡散臭い業界人の見た目をしている。収録日が祝日だと、欠席することが多い。
- ディレクター
  - 千葉誠人 - 収録内容の編集を担当しており、危険な発言には銃声を入れるなど、配信時の内容の重責を担っている。稀に銃声の入れ忘れなどがあり、配信後にこっそり修正、カットを加えていることがある。普段はFM放送の番組を担当していることが多く、芸人ラジオを担当するのは当番組が初めて。過去に「クィア・アイ in Japan!」への出演経験があり、カラタチ2人よりしばしば妻とのセックスレスをいじられる。前田曰く、顔が井口浩之(ウエストランド)に似ている。スピリチュアルな側面もあり、好きな番組はオーラの泉で、江原啓之派。番組公式Xアカウントの運用も担当している。
- 構成作家
  - 池谷勇太 - 収録台本の執筆やコーナー立案などを担当。「N93」立ち上げの際のパーソナリティに、プロデューサーの吉田にカラタチを推薦した人物で、ラジオ番組の構成作家を担当するのは当番組が初めて。収録の際はカラタチ同様ブース内におり、放送内での大きな笑い声が特徴。前田曰く、身長185cm体重100kg近くある大柄な男。なおXユーザーアカウント名は「安眠効果」。カラタチよりも10年以上先輩にも関わらず、たびたび呼び捨てにされている。

## イベント
- 「第1回『N93』全体イベント 〜2023年初秋〜」（2023年9月13日、座・高円寺2）
  - 出演：きしたかの、パンプキンポテトフライ、好井まさお、カラタチ、渡部おにぎり(金の国)、カナメストーン(VTR出演)
- 「カラタチ最果てフェス on 0721」（2024年7月21日、蒲田温泉 2階大広間）
  - 出演：カラタチ、カナメストーン(第2部のみ)、松崎克俊(第3部のみ)
- 「カラタチ最果てフェス 2025年新春公演」（2025年1月4日、ユーロライブ）
  - 出演：カラタチ、みね(ポテトギフト)(第1部のみ)、安保球審(機運ダンク)(第1部のみ)、だいのー(第1部のみ)、石井迅(ペンキリンダ)(第1部のみ)、西野諒太郎(シンクロニシティ)(第1、2部のみ)、よしおか(シンクロニシティ)(第2部のみ)、脇田(シシガシラ)(第3部のみ)
- 「カラタチ最果てフェス 2025 夏」（2025年8月11日、北沢タウンホール）
  - 出演：カラタチ、鈴木Mob.(第2部のみ)、井口眞緒(第2部のみ)(VTR出演)、金魚番長(第3部のみ)、松崎克俊(第3部のみ)、明渡祐樹(ウバーバ)(第3部のみ)